# Milano-Sanremo 1940
La Milano-Sanremo 1940, trentatreesima edizione della corsa, fu disputata il 19 marzo 1940 su un percorso di 281,5 km con partenza a Milano e arrivo a Sanremo. Fu vinta dall'italiano Gino Bartali, giunto al traguardo con il tempo di 7h44'00", alla media di 36,401 km/h, in volata davanti ai connazionali Pietro Rimoldi e Aldo Bini. Completarono la prova 85 dei 116 ciclisti al via.
Organizzata dal quotidiano milanese Gazzetta dello Sport, fu valida come prima delle sette prove del Campionato italiano 1940.

## Squadre partecipanti
Parteciparono alla prova cinque squadre d'industria, che iscrissero in tutto 38 ciclisti: la Legnano di Gino Bartali, Pierino Favalli e Fausto Coppi, la Gloria di Severino Canavesi e Glauco Servadei, la Bianchi di Giovanni Valetti, Mario Vicini, Olimpio Bizzi, Aldo Bini e Adolfo Leoni, la Gerbi di Osvaldo Bailo e Salvatore Crippa e la Lygie di Giordano Cottur e Pietro Chiappini. Tutti gli altri ciclisti, che portarono il numero di iscritti complessivo a 135, gareggiarono come individuali o "non accasati"; tra questi anche tre italo-francesi e due svizzeri. Per la vittoria finale veniva citato il dualismo tra la Legnano, a supporto del capitano Bartali, e la Bianchi con le sue diverse punte.
| N.     | Cod. | Squadra     |
| ------ | ---- | ----------- |
| 1-9    |      | Legnano     |
| 10-16  |      | Gloria      |
| 17-25  |      | Bianchi     |
| 26-47  |      | Individuali |
| 48-54  |      | Gerbi       |
| 55-60  |      | Lygie       |
| 61-135 |      | Individuali |

## Ordine d'arrivo (Top 10)
| Pos. | Corridore            | Squadra              | Tempo    |
| ---- | -------------------- | -------------------- | -------- |
| 1    | Gino Bartali         | Legnano              | 7h44'00" |
| 2    | Pietro Rimoldi       | S.C. Mara            | s.t.     |
| 3    | Aldo Bini            | Bianchi              | s.t.     |
| 4    | Ruggero Moro         | S.C. Binda           | s.t.     |
| 5    | Oreste Sartori       | S.C. Binda           | s.t.     |
| 6    | Salvatore Crippa     | Gerbi                | s.t.     |
| 7    | Enrico Bolis         | U.S. Castellanz.     | s.t.     |
| 8    | Attilio Masarati     | S.C. Battisti        | s.t.     |
| 8    | Renzo Silvestri      | Pro Patria Carpi     | s.t.     |
| 10   | 25 ciclisti ex aequo | 25 ciclisti ex aequo | s.t.     |